# Raquel Rojas
Raquel Rojas (Mérida, 24 de mayo de 1987) es una actriz y animadora venezolana, mayormente conocida a nivel internacional por su papel de Rosa Forlán en la exitosa telenovela juvenil de Nickelodeon Latinoamérica, Grachi.[cita requerida] Pero, también conocida por sus diferentes apariciones en telenovelas de Telemundo.

## Primeros años
Raquel Rojas nació en Mérida, Venezuela cuando su madre cursaba estudios de medicina en la Universidad de Los Andes. Desde pequeña, Rojas ha sentido pasión por las artes escénicas; su primera incursión en el teatro fue a los 6 años de edad en el teatro comunal de la alcaldía de Los Salias, San Antonio de los Altos, Edo Miranda. Ciudad, donde vivió gran parte de su niñez para luego mudarse a Caracas. Rojas continuó haciendo teatro durante casi toda su niñez y adolescencia y estudiando con distintos profesores de actuación a la vez que continuaba sus estudios. Estudió dos años de Comunicación social en la Universidad Católica Andrés Bello y luego decidió trasladarse a la ciudad de Miami en los Estados Unidos, donde obtuvo su Licenciatura en Artes Escénicas y Cine en University of Miami.
Rojas domina 4 idiomas, español, inglés, italiano y francés. Ella ha estado bajo la tutela de maestros en el arte dramático como Noel de La Cruz, Julio César Mármol y Karl Hoffman, entre otros, quienes la han asesorado en su trayectoria interpretativa que también incluye el teatro. Rojas tiene una imagen fresca y atrayente. El diario Avance, comentó que “se ha convertido en sinónimo de belleza y talento en tierras lejanas”.

## Carrera
En el 2010, Rojas, después de graduarse de la universidad, tuvo pequeñas, pero, bien recibidas participaciones en las telenovelas Perro Amor, El Fantasma de Elena y Alguien te Mira, todas estas de Telemundo de Estados Unidos. Después en el 2011, obtuvo el papel de Rosa en la telenovela juvenil Grachi, donde fue conocida internacionalmente. La telenovela se estrenó en Latinoamérica el 2 de mayo de 2011. Con el increíble éxito de la telenovela, Nickelodeon Latinoamérica decidió renovar la serie para una segunda temporada, que tiene previsto su estreno en el 2012. Después en 2013 Nickelodeon estrenó la última temporada de Grachi, donde la joven actriz volvió a interpretar al personaje de Rosa, finalizando en mayo de 2013.

## Filmografía
| Año       | Título               | Rol         | Notas                                                      |
| --------- | -------------------- | ----------- | ---------------------------------------------------------- |
| 2010      | Perro Amor           | Periodista  | estrella invitada, telenovela                              |
| 2010      | El Fantasma de Elena | enfermera   | estrella invitada, telenovela                              |
| 2010      | Alguien te Mira      | Mary Suárez | personaje secundario, telenovela                           |
| 2011—2013 | Grachi               | Rosa Forlán | personaje secundario, telenovela Nickelodeon Latinoamérica |